# Daniel Pineda (lunghista)
Daniel Pineda Contreras (Talcahuano, 19 settembre 1985) è un lunghista cileno.

## Biografia
Pineda ha debuttato nelle competizioni internazionali nel 2002, vincendo la medaglia d'oro ai Campionati sudamericani allievi in Paraguay. Trasferitosi a Santiago del Cile, nel 2006 riprende l'attività agonistica per poi entrare ufficialmente nella nazionale seniores a partire dal 2007, prendendo parte ai Campionati sudamericani di San Paolo. Dal 2010 aumenta la portata delle sue prestazioni: ha stabilito per la prima volta un proprio salto come record nazionale, ha partecipato alla sua prima manifestazione mondiale, classificandosi dodicesimo alle Universiadi di Cina e soprattutto classificandosi secondo ai Giochi panamericani in Messico., poi diventata medaglia d'oro a seguito della squalifica per doping del venezuelano Víctor Castillo. Nel 2013, Pineda ha subito una squalifica di 2 anni per non essersi sottoposto ai controlli anti-doping. È tornato alle competizioni avendo un discreto successo soprattutto nell'America Latina.
Pineda è stato cinque volte campione nazionale nel salto in lungo e detiene i record nazionali outdoor e indoor della disciplina.

## Palmarès
| Anno | Manifestazione                 | Sede         | Evento         | Risultato | Prestazione | Note             |
| ---- | ------------------------------ | ------------ | -------------- | --------- | ----------- | ---------------- |
| 2002 | Campionati sudamericani U18    | Asunción     | Salto in lungo | Oro       | 7,28 m      |                  |
| 2002 | Campionati sudamericani U18    | Asunción     | 4×100 m        | Argento   | 41"4        |                  |
| 2006 | Campionati sudamericani U23    | Buenos Aires | Salto in lungo | 9º        | 5,80 m      |                  |
| 2007 | Campionati sudamericani        | San Paolo    | Salto in lungo | 8º        | 7,11 m      |                  |
| 2007 | Campionati sudamericani        | San Paolo    | 4×100 m        | 7º        | 40"82       |                  |
| 2007 | Campionati sudamericani        | San Paolo    | 4×400 m        | 6º        | 3'15"17     |                  |
| 2008 | Campionati ibero-americani     | Iquique      | Salto in lungo | 10º       | 6,97 m      |                  |
| 2008 | Campionati ibero-americani     | Iquique      | 4×100 m        | dnf       | dnf         |                  |
| 2010 | Campionati ibero-americani     | San Fernando | Salto in lungo | 10º       | 7,33 m      |                  |
| 2011 | Campionati sudamericani        | Buenos Aires | Salto in lungo | Bronzo    | 7,82 m      |                  |
| 2011 | Universiadi                    | Shenzen      | Salto in lungo | 12º       | 7,59 m      |                  |
| 2011 | Giochi panamericani            | Guadalajara  | Salto in lungo | Oro       | 7,97 m      |                  |
| 2011 | Giochi panamericani            | Guadalajara  | 4×100 m        | Finale    | dnf         |                  |
| 2013 | Universiadi                    | Kazan'       | Salto in lungo | dq        | dq          |                  |
| 2014 | Giochi sudamericani            | Santiago     | Salto in lungo | dq        | dq          |                  |
| 2015 | Campionati sudamericani        | Lima         | Salto in lungo | 5º        | 7,52 m      |                  |
| 2015 | Giochi panamericani            | Toronto      | Salto in lungo | 11º       | 7,46 m      |                  |
| 2017 | Campionati sudamericani        | Asunción     | Salto in lungo | Bronzo    | 7,87 m      |                  |
| 2017 | Campionati sudamericani        | Asunción     | 4×100 m        | dq        | dq          |                  |
| 2017 | Giochi bolivariani             | Santa Marta  | Salto in lungo | 10º       | 6,95 m      |                  |
| 2018 | Giochi sudamericani            | Cochabamba   | Salto in lungo | 4º        | 7,81 m      |                  |
| 2018 | Campionati ibero-americani     | Trujillo     | Salto in lungo | Argento   | 7,81 m      |                  |
| 2019 | Campionati sudamericani        | Lima         | Salto in lungo | 6º        | 7,29 m      |                  |
| 2019 | Giochi panamericani            | Lima         | Salto in lungo | 13º       | 7,05 m      |                  |
| 2020 | Campionati sudamericani indoor | Cochabamba   | Salto in lungo | 5º        | 7,62 m      | Record nazionale |
| 2021 | Campionati sudamericani        | Guayaquil    | Salto in lungo | 8º        | 7,62 m      |                  |